# Mihăileni, Botoșani
Mihăileni este satul de reședință al comunei cu același nume din județul Botoșani, Moldova, România. Mihăileni se află aproape de granița cu Ucraina la 5km de punctul de vama Siret, jud. Botoșani. Aceasta a fost înființată prin hrisov domnesc.

## Atracții turistice
- Casa „George Enescu” din Mihăileni
- În localitate mai există școala veche construită în 1850
- Biserica Sfântul Nicolae din Mihăileni, ctitorită în 1839-1842. Ctitorită de domnitorul Mihail Sturdza și soția Smaranda Sturza, născută Vogoride. Este considerată o biserică domnească.

## Pesonalități
Nicolae Bîlbă (n. 1939) este un inginer chimist, cercetător și profesor universitar, cunoscut pentru contribuțiile sale în domeniile știința materialelor, inginerie chimică și tehnologie chimică.